# Alexandre Bontemps

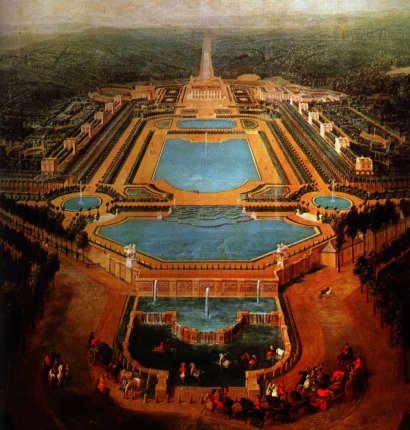
O Chateau de Marly, casa de férias de Luís; uma das responsabilidades da Bontemps

Alexandre Bontemps (Paris, 1626 - Versalhes, 1701) foi o valete do rei Luís XIV e uma figura poderosa na corte de Versalhes, respeitada e temida por seu excepcional acesso ao rei. Ele foi o segundo de uma seqüência de cinco Bontemps para manter a posição de primeiro valet de la Chambre du Roi ("Primeiro valete do quarto do rei"  ) em sucessão ininterrupta entre 1643 e 1766, quando uma morte prematura, não deixando nenhum sucessor, quebrou a linha.  Havia quatro head ou Premier valets de chambre, dos quais Bontemps se tornou o mais antigo em 1665, e trinta e dois valetes. 

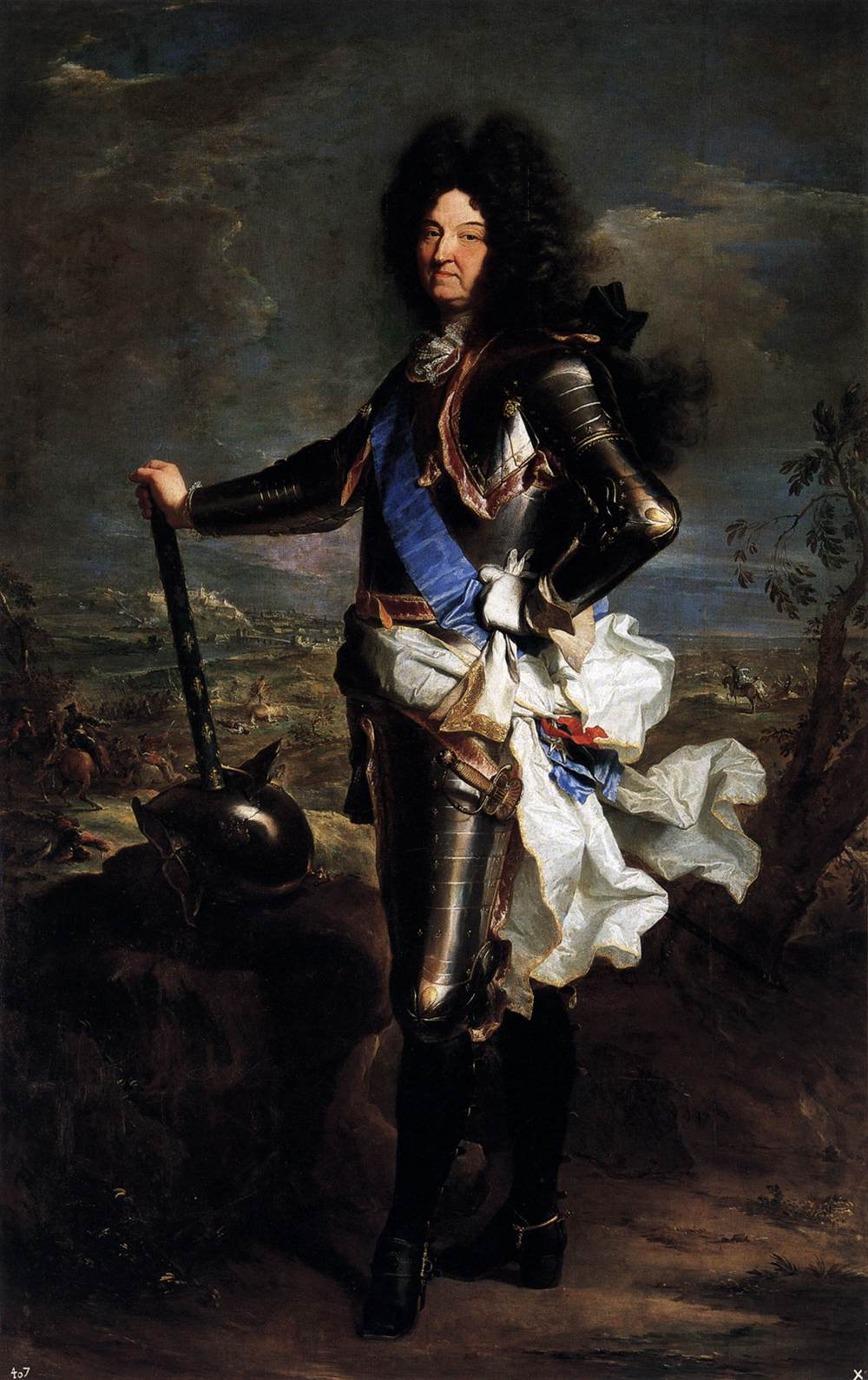
Luís XIV por Hyacinthe Rigaud

## Vida
Seu pai, Jean Baptiste Bontemps (1590–1659), havia sido cirurgião de Luís XIII da França antes de se tornar um primeiro-ministro em 1643. Alexandre o sucedeu em 1659, morrendo no cargo em 1701, quando era uma contagem. E marquês, mantendo vários escritórios importantes controlando os palácios e cidades de Versalhes e Marly, a Guarda Suíça que guardava o rei e seus palácios, e a casa do Delfim. Ele era, portanto, uma figura chave na manutenção da segurança do rei e na administração de sua casa. Os Governadores de Versalhes e Marly haviam sido dados a ele em 1665, após a morte de Blouin, então o chefe de manobrista sênior, e passaram para o filho de Blouin, por sua vez, quando Bontemps morreu.  Ele também foi membro do Conseil du Roi (o Conselho Real) e ocupou um posto sênior na Ordem de São Lázaro.[carece de fontes?]
Ele parece ter sido uma figura amável, inteiramente dedicada a Luís, que por sua vez confiava nele como fazia com poucos outros. Ele era doze anos mais velho que o rei. Foi um dos poucos testemunhas do segundo casamento secreto de Luís com a Madame de Maintenon. Saint-Simon fala de "treinadores reais (o tipo sem armas no arnês, como Bontemps usado para as missões privadas do rei)" e diz que "todas as ordens secretas, as audiências privadas, as cartas seladas 'do' e 'para' o rei, na verdade todos os mistérios passaram por suas mãos".  As histórias de Saint-Simon fazem com que ele organize o casamento com um nobre obscuro de uma filha ilegítima de Luís que, ao contrário de muitos, ele não escolheu reconhecer oficialmente.
Emerge melhor que a maioria das Memórias de Saint-Simon, cujo pai fora amigo de Bontemps. Saint-Simon pediu-lhe conselhos sobre questões importantes, usando-o com parcimônia. O memorialista Choisy escreveu que parte de seu sucesso com Luís veio de nunca pedir-lhe favores,  embora Saint-Simon diga que ele "adorava obter favores apenas pelo prazer dele... um grande número de pessoas, algumas delas altamente colocado, devia suas fortunas a ele, e ele era modesto quase ao ponto de romper com eles, se é que eles o mencionaram".  As duas declarações não são incompatíveis, pois Bontemps estava em posição de pedir favores de ministros e outros líderes de poder. Ele diz que Bontemps era "áspero e brusco, mas respeitoso e sempre em seu lugar... Sua única habilidade era servir seu mestre, e ele estava totalmente concentrado nisso... [ele tinha sido] influente no passado. Cinquenta anos, e com o Tribunal a seus pés".  Ele uma vez divertiu muito Louis, quando perguntado como era sua esposa, "respondendo mecanicamente com um encolher de ombros". 
Ele usou os guardas suíços estacionados em torno dos palácios e jardins para relatar o comportamento dos cortesãos, incluindo sua freqüência à igreja, bem como intrigas políticas e sexuais.  Como intendente ou governador de Versalhes, seu controle se estendeu a toda a cidade fora dos palácios, onde muitos cortesãos tinham casas.

## Vida privada
Além de um grande apartamento no palácio e de uma casa separada em Versalhes, Bontemps tinha um "hôtel particulier" na Île Saint-Louis, no centro de Paris, com trinta quartos e uma equipe de doze pessoas.  De acordo com Saint-Simon, ele copiou seu mestre com um segundo casamento secreto para a mãe de La Roche, chefe de manobrista para o neto de Louis, Filipe V da Espanha.  Os filhos de seu primeiro casamento casaram-se muito bem, e duas gerações depois um Bontemps casou-se com um filho ilegítimo do último Príncipe de Conti, um ramo de cadetes da Família Real.[carece de fontes?] Outros se casaram nas maiores famílias bancárias da França. Há um retrato da condessa de La Châtre, filha do valete-chefe de Luís XV, de Elisabeth Vigée-Lebrun, no Metropolitan Museum of Art, em Nova York, datada de 1789, o último ano do Antigo Regime. 

## Cultura popular
A cidade de Versalhes tem uma "Rue Alexandre Bontemps". [carece de fontes?]
Bontemps, interpretado por Stuart Bowman, tem uma grande parte (se poupando com palavras) em Versalhes, o drama da série de televisão britânico-franco-canadense de 2015, que gira em torno da construção do palácio. [carece de fontes?]
Bontemps é um personagem principal no jogo de computador Versailles 1685, onde o jogador faz o papel de um valete júnior ajudando-o a frustrar uma trama em Versalhes. 